# Magic Springs and Crystal Falls
Magic Springs and Crystal Falls est un parc d'attractions et un parc aquatique, situé à Hot Springs, en Arkansas, aux États-Unis. Le parc a ouvert à la fin des années 1970. Il ferme ses portes en 1995 et rouvre en 2000. Il appartient à CNL Lifestyle Properties et est dirigé par Amusement Management Partners. Il a été géré par PARC Management de 2008 à 2010.

## Histoire
Magic Springs ouvrit le 22 juillet 1978 mais les investisseurs devinrent vite endettés et le parc fut revendu dans les années 1980 à un groupe dirigé par l'homme d'affaires Melvyn Bell, qui fut lui-même en proie à des problèmes financiers plus tard. Le parc ferma en 1995. Fitraco, une compagnie belge, racheta le parc aux enchères.
Le parc rouvrit en 2000.
Le 10 juin 2008, le groupe PARC Management rachète 
le parc à Magic Springs Development Co, LLC., son propriétaire depuis 2000. Le parc rejoint alors un groupe de sept autres parcs d'attractions, achetés en 2007 par PARC Management.

## Le parc d'attractions

### Les montagnes russes

#### En fonction
| Nom de l'attraction | Type                       | Constructeur                 | Année d'ouverture |
| ------------------- | -------------------------- | ---------------------------- | ----------------- |
| Arkansas Twister    | Montagnes russes en bois   | Michael Black and Associates | 1992              |
| Big Bad John        | Train de la mine           | Arrow Dynamics               | 2002              |
| Diamond Mine Run    | Train de la mine           | Miler Coaster, Inc.          | 2000              |
| Gauntlet            | Montagnes russes inversées | Vekoma                       | 2004              |
| X Coaster           | SkyLoop                    | Maurer Rides                 | 2006              |

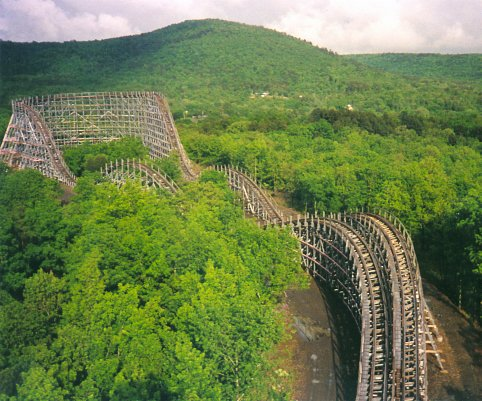
Arkansas Twister
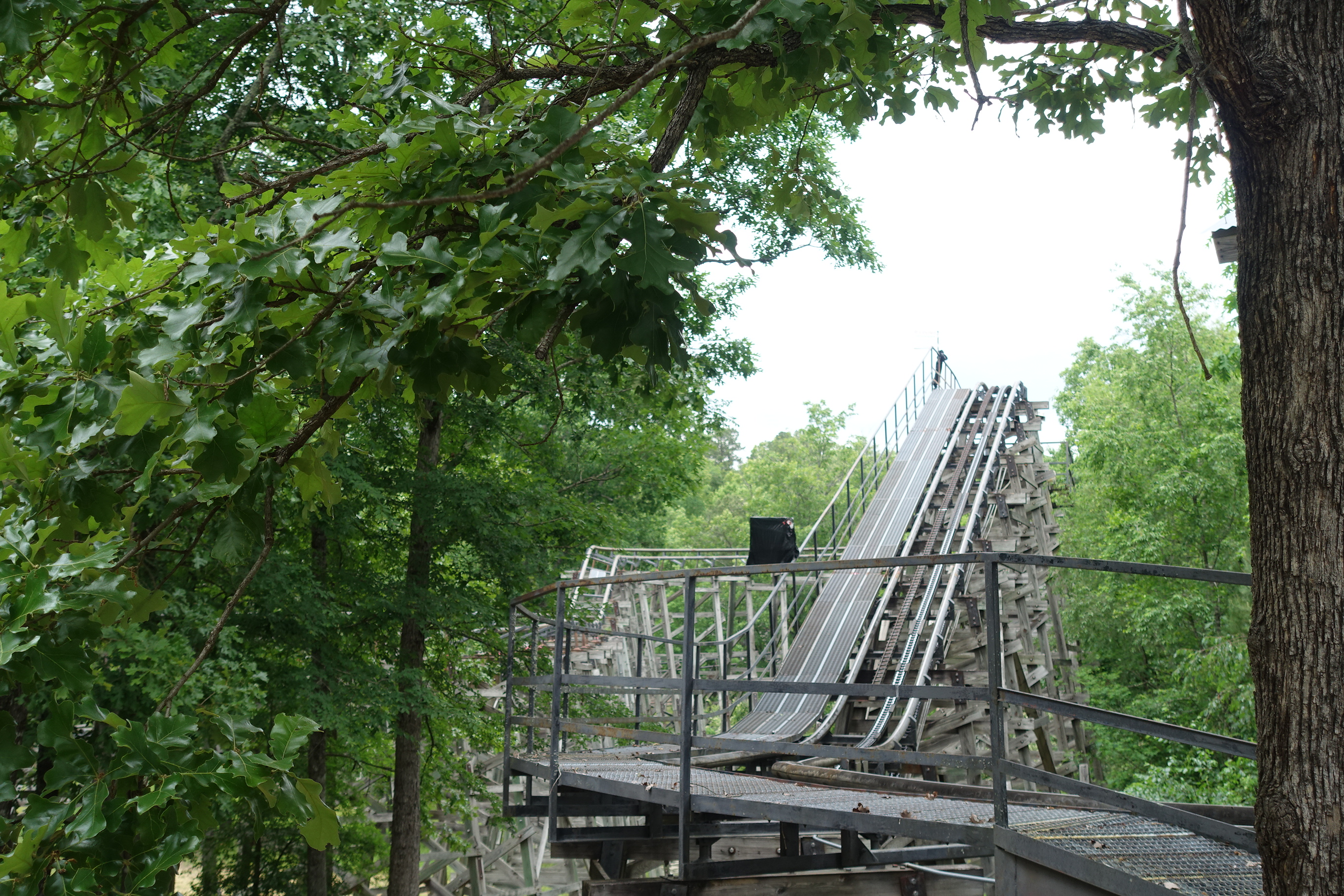
Big Bad John
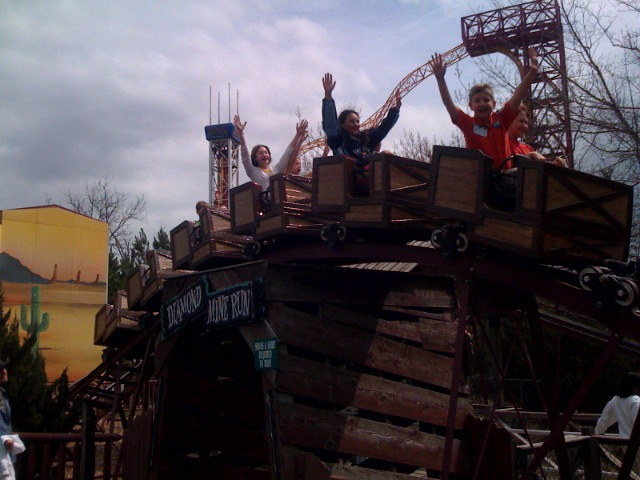
Diamond Mine Run
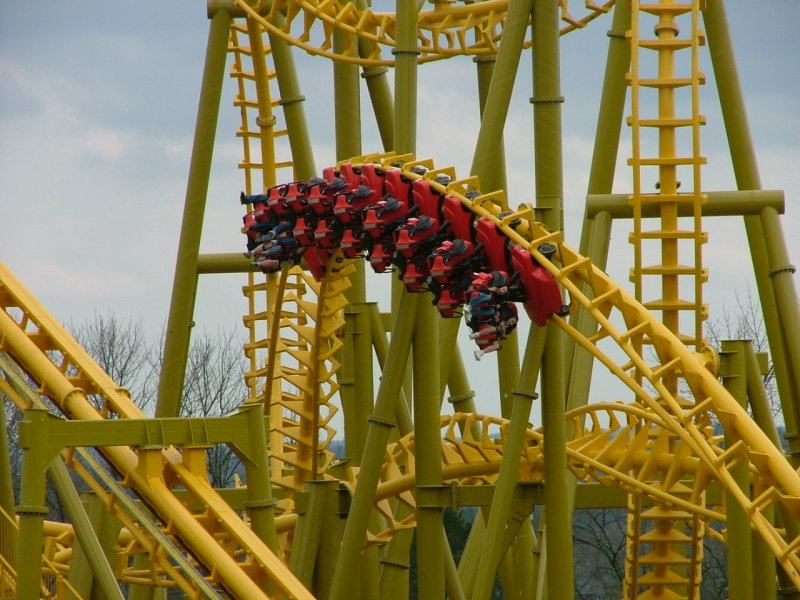
Gauntlet
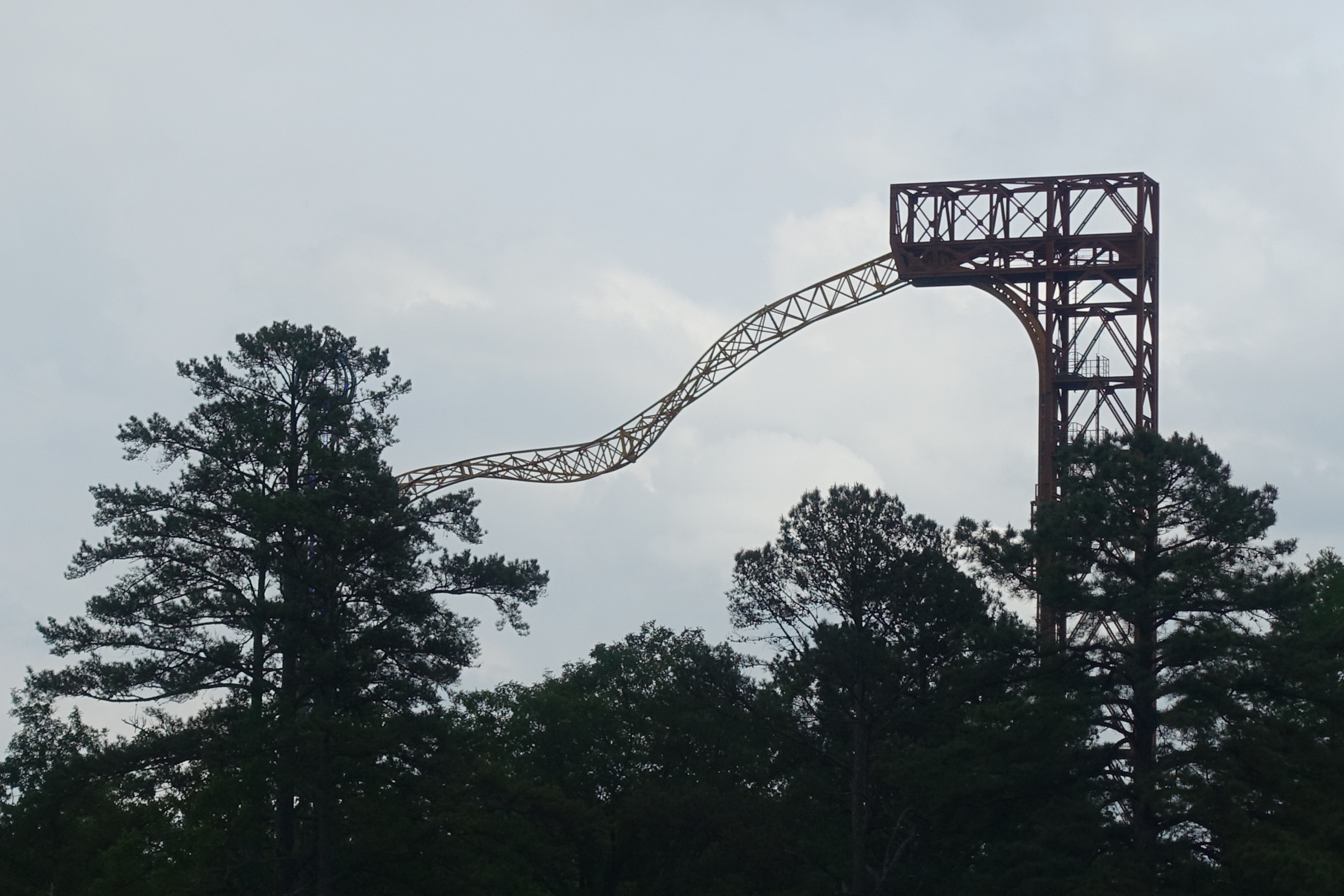
X Coaster

#### Disparues
| Nom de l'attraction | Type                             | Constructeur   | Année d'ouverture | Année de fermeture |
| ------------------- | -------------------------------- | -------------- | ----------------- | ------------------ |
| Roaring Tornado     | Montagnes russes en métal        | Arrow Dynamics | 1980              | 1989               |
| Twist 'n' Shout     | Wild Mouse                       | Zamperla       | 2000              | 2012               |
| Wild Hog            | Montagnes russes en métal junior |                | 1978              | 1984               |
| Zyklon              | Montagnes russes en métal        | Pinfari        | 1992              | 1995               |

### Attractions aquatiques
- Old No. 2 Logging Company - Bûches
- Plummet Summit - Shoot the Chute

### Autres attractions
- Bugga Booga Wheel - Grande roue
- Carousel - Carrousel
- Dr Dean's Rocket Machine - Double Shot de S&S Worldwide
- Fearless Flyers -
- Kit 'n Kaboodle Express - Train pour enfants
- Lil' Leapin' Lizards - Tour de chute pour enfants
- Looney Ballooney - Balloon Race de Zamperla
- Magic Swings - Chaises volantes
- Rum Runner Pirate Ship - Bateau à bascule
- The Hawk -
- Wild Thang -

## Le parc aquatique
Crystal Falls est la zone aquatique du parc. Son entrée est comprise dans le prix des deux parcs.

### Attractions
- Bear Cub Bend - Aire de jeu aquatique pour enfants
- Crystal Falls Wave Pool - Piscine à vagues
- Crystal Lagoon - Toboggans aquatiques
- Grizzly Creek Splash Zone - Aire de jeu aquatique
- High Sierra Slide Tower - Toboggans aquatiques
- Kodiak Canyon Lazy River - Lazy river
- Rapid Falls Raceway - Toboggans aquatiques